# Джуайма/Беррі – Джубайль
Джуайма/Беррі – Джубайль – трубопровідна система, яка здійснює поставки етану до потужного центру нафтохімічної промисловості на східному узбережжі Саудівської Аравії.
У другій половині 1970-х узялись за масштабну програму розвитку саудійської газової промисловості, яка, зокрема, включала спорудження установки фракціонування Джуайма та розширення газопереробного заводу Беррі. Обидва ці підприємства мали здатність вилучати етан, що є цінною сировиною для піролізних установок. Етан мали використовувати в майбутньому центрі нафтохімічної промисловості в Джубайлі, до якого проклали два етанопроводи:
– JBTEHT-1 (Juaimah Berri Trunkline Ethane-1, «магістральний етанопровід Джуайма Беррі»);
– споруджений в 1982 BJBET-1 (Berri Jubail Ethane-1, «етанопровід Беррі Джубайль») довжиною 7 км та діаметром 750 мм. Крім того, в 1980-му від Беррі спорудили перемичку до магістрального трубопроводу довжиною 1 км з діаметром 650 мм (отримала позначення BTETH-1, Berri Trunkline Ethane-1).   
До появи в Джубайлі першого споживачу етану, яким стала введена в дію у 1984-му піролізна установка компанії Sadaf, цей газ могли спрямовувати до підземного сховища Катіф. В подальшому в Джубайлі з’явились інші споживачі, як то Petrokemya, Kemya, JUPC, SEPC, Sharq, JCP, Saudi Kayan та Sadara, а ГПЗ Беррі отримав власне сховище етану.
Наприкінці 1990-х – в першій половині 2000-х роках потужності і установки фракціонування, і ГПЗ Беррі були збільшені, при цьому в 2002 та 2007 роках спорудили ще дві нитки – JBTEHT-2 довжиною 57 км з діаметром 1000 мм та JBTEHT-3 довжиною 56 км та діаметром 950 мм. При цьому не пізніше кінця 2000-х JBTEHT-1 вибув з переліку етанопроводів.